# Lama lama
Lama Lama (engleză Llama Llama) este un serial american pentru copii pe platformă web, care a avut premiera pe 26 ianuarie 2018, pe Netflix. Realizat de Genius Brands și Telegael și bazat pe cărțile cu același nume de Anna Dewdney, serialul este despre Lama Lama, care învață despre distracție, prietenie și lucruri noi cu Mama Lama (dublată de Jennifer Garner). Serialul a fost produs de Reed Duncan, partenerul de lungă durată al lui Dewdney, fiind făcut ca tribut pentru aceasta. Pe 19 iunie 2018 s-a anunțat că acest serial va avea și un al doilea sezon care a avut premiera pe 15 noiembrie 2019.

## Actorii și personajele
- Shayle Simons ca Llama Lama
- Jennifer Garner ca Mama Lama
- Alistair Abell ca Capra Billy
- Austin Abell ca Capra Gilroy
- Vania Gill ca Luna Girafa
- Islie Hirvonen ca Nelly Gnu
- Evans Johnson ca Zelda Zebra
- Grady Ainscough ca Roland Rhino
- Madeline Hirvonen ca Sophia Veverița
- Kathleen Barr ca Bunica Lama
- David Orth ca Bunicul Lama
- Brenden Sunderland ca Euclid
- Vincent Tong ca Ofițer Flamingo

## Episoade
| Nr. | Titlu                                        | Scris de | Data difuzării   |
| --- | -------------------------------------------- | --- | ---------------- |
| 1   | „Zoom! Zoom! Zoom!""Lost Tooth”              | Poveste de: Reed Duncan Scenariu de: Michelle Lamoreaux Poveste de: Reed Duncan Scenariu de: Ariel Shepherd-Oppenheim                                      | 26 ianuarie 2018 |
| 2   | „Last Day of Summer""Bully Goat”             | Joe PurdyPoveste de: Anna Dewdney Scenariu de: Joe Purdy                                                                                                   | 26 ianuarie 2018 |
| 3   | „Forgotten Fuzzy""Home with Mama”            | Poveste de: Anna Dewdney Scenariu de: Corey Powell Poveste de: Anna Dewdney Scenariu de: Peter Hunziker                                                    | 26 ianuarie 2018 |
| 4   | „Llama Llama Red Pajama""Time to Share”      | Poveste de: Anna Dewdney Scenariu de: Noelle Wright Poveste de: Anna Dewdney Scenariu de: Ariel Shepherd-Oppenheim                                         | 26 ianuarie 2018 |
| 5   | „Llama Llama Shopping Drama""Lucky Pajamas”  | Poveste de: Anna Dewdney Scenariu de: Elise Allen Poveste de: Reed Duncan Scenariu de: Elise Allen                                                         | 26 ianuarie 2018 |
| 6   | „Snow Show""Secret Santa”                    | Poveste de: Jane Startz Scenariu de: Rachel Lipman Joe Purdy                                                                                               | 26 ianuarie 2018 |
| 7   | „Spring Fever""Happy Birthday, Llama Llama!” | Joe PurdyPoveste de: Jane Startz, Reed Duncan, & Joe Purdy Scenariu de: Peter Hunziker                                                                     | 26 ianuarie 2018 |
| 8   | „Llama Llama Lemonade""Stage Fright”         | Poveste de: Jane Startz, Reed Duncan, & Joe Purdy Scenariu de: Noelle Wright Poveste de: Reed Duncan & Anna Dewdney Scenariu de: Noelle Wright             | 26 ianuarie 2018 |
| 9   | „Sleepover at Gilroy's""Noisy Neighbor”      | Poveste de: Reed Duncan Scenariu de: Peter Hunziker Poveste de: Reed Duncan Scenariu de: Corey Powell                                                      | 26 ianuarie 2018 |
| 10  | „Coach Llama Llama""Jealous Nelly”           | Poveste de: Jane Startz, Reed Duncan, & Joe Purdy Scenariu de: Peter Hunziker Poveste de: Reed Duncan Scenariu de: Michelle Lamoreaux & Robert Lamoreaux   | 26 ianuarie 2018 |
| 11  | „Llama Llama Trick or Treat""Boat Float”     | Poveste de: Jane Startz, Reed Duncan, & Joe Purdy Scenariu de: Ariel Shepherd-Oppenheim Poveste de: Jane Startz Scenariu de: Noelle Wright                 | 26 ianuarie 2018 |
| 12  | „Beach Day""Mama Llama’s Mother’s Day”       | Poveste de: Jane Startz, Reed Duncan, & Joe Purdy Scenariu de: Joe Ansolabehere Poveste de: Jane Startz, Reed Duncan, & Joe Purdy Scenariu de: Elise Allen | 26 ianuarie 2018 |
| 13  | „Saving Luna’s Necklace""Let's Go Camping”   | Poveste de: Jane Startz Scenariu de: Rachel Lipman Joe Purdy                                                                                               | 26 ianuarie 2018 |
| 14  | „Llama Llama and the Babysitter""Job Day”    | Poveste de: Reed Duncan Scenariu de: Joe Ansolabehere Joe Purdy                                                                                            | 26 ianuarie 2018 |
| 15  | „Llama Llama Loves to Read""I Heart You!”    | Poveste de: Jane Startz Scenariu de: Rachel Lipman Poveste de: Reed Duncan & Anna Dewdney Scenariu de: Corey Powell                                        | 26 ianuarie 2018 |

## Legături externe
- Lama Lama la Netflix
- Lama lama la Internet Movie Database